# Ossaea pulverulenta
Ossaea pulverulenta är en tvåhjärtbladig växtart som beskrevs av Ignatz Urban. Ossaea pulverulenta ingår i släktet Ossaea och familjen Melastomataceae. Inga underarter finns listade i Catalogue of Life.